# Řetězení
Řetězení je mnemotechnická pomůcka, usnadňující zapamatování seznamu po sobě jdoucích slov.

## Princip řetězení
Sousední slova jsou navzájem propojena větami, které tato slova obsahují. Každá věta tak odkazuje na větu předchozí i následující, což usnadňuje zapamatování celého seznamu. Student je díky tomu schopen odříkat seznam nejen v původním pořadí, ale také pozpátku.

## Využití řetězení
Řetězení je po léta využíváno iluzionisty k demonstraci "zázračné" paměti. Viz Derren Brown: Magie a manipulace mysli, ISBN 978-80-7203-942-5.
Lze je však využít i mnohem civilnějším způsobem, například pro výuku cizích jazyků, viz například: http://www.karticky.cz/kartickycz/10-Co-jsou-retezy

## Příklad aplikace řetězení
Úkolem je zapamatování seznamu slov:
housle, vana, strom, koleje, ...
Slova převedeme na následující věty:
housle plavou ve vaně, vana stojí pod stromem, strom padá na koleje, ...
Takový sled vět je možné si zapamatovat mnohem snáz.